# 耳納スカイライン
耳納スカイライン（みのうスカイライン）は、福岡県久留米市から八女市を経由して、再び久留米市に至る林道である。

## 概要
久留米市御井町から同田主丸町森部に至る。
久留米市が作成した公共測量地図には、高良大社から鷹取山にかけて「林道耳納線（耳納スカイライン）」の記載がある。
耳納山地の高良山（標高312.3 m）から耳納山地の尾根伝いに東進し、耳納山（367.9 m）、発心山（697.5 m）の各山頂付近を経由して鷹取山（802 m）に至る。
沿道に複数の展望台があり、ドライブやハイキングなどの人気コースとされている。

### 路線データ
- 起点：福岡県久留米市御井町鳥越（高良大社付近、福岡県道750号御井諏訪野線起点）[1][3][注 1]
- 終点：福岡県久留米市田主丸町森部（鷹取山）[1][4][注 2]
- 総延長：[注 3]

## 路線状況

### 電波中継所
標高が最高800 mに達することから、沿道に電波塔などの中継所が多数設置されている。
- 福岡県鷹取山中継所（福岡県庁総務部消防防災課無線）
- 九州電力
- 水縄無線中継所（NTTコミュニケーションズ） - 2008年夏運用終了
- 警察庁無線中継所（九州管区警察局）
- アメダス耳納山気象観測所（国土交通省・気象庁福岡管区気象台）
- 鷹取山通信中継所（陸自久留米駐屯地）
- 国土交通省無線中継所
- 久留米広域消防本部鷹取山中継所

## 地理

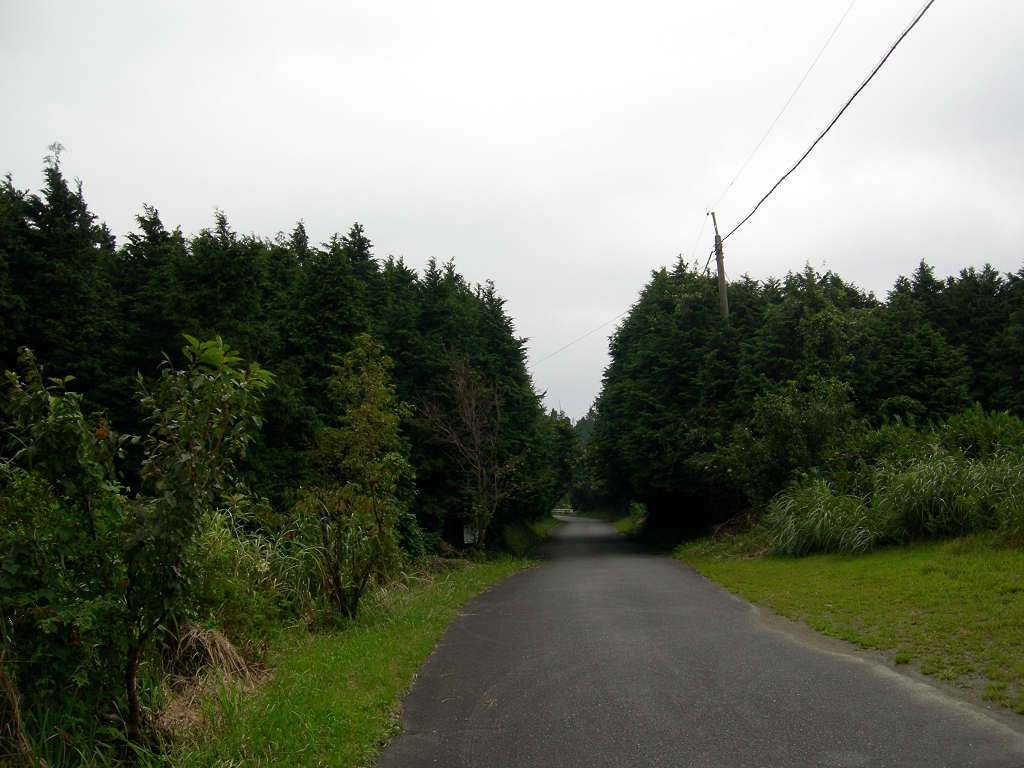
耳納スカイライン（福岡県八女市上陽地区）

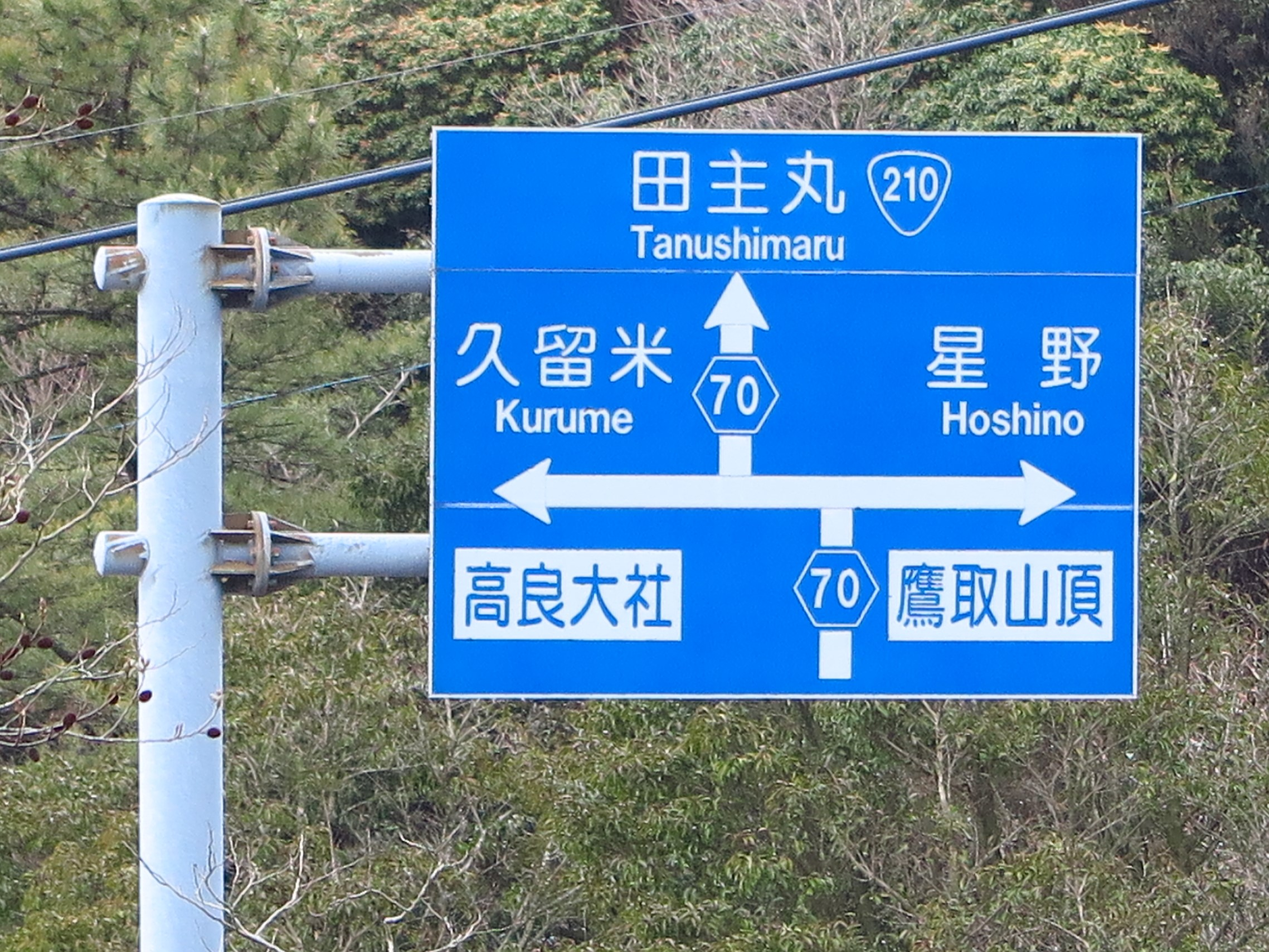
かんかけ峠の案内標識には、当道路の主要地点として高良大社と鷹取山頂が記されている。

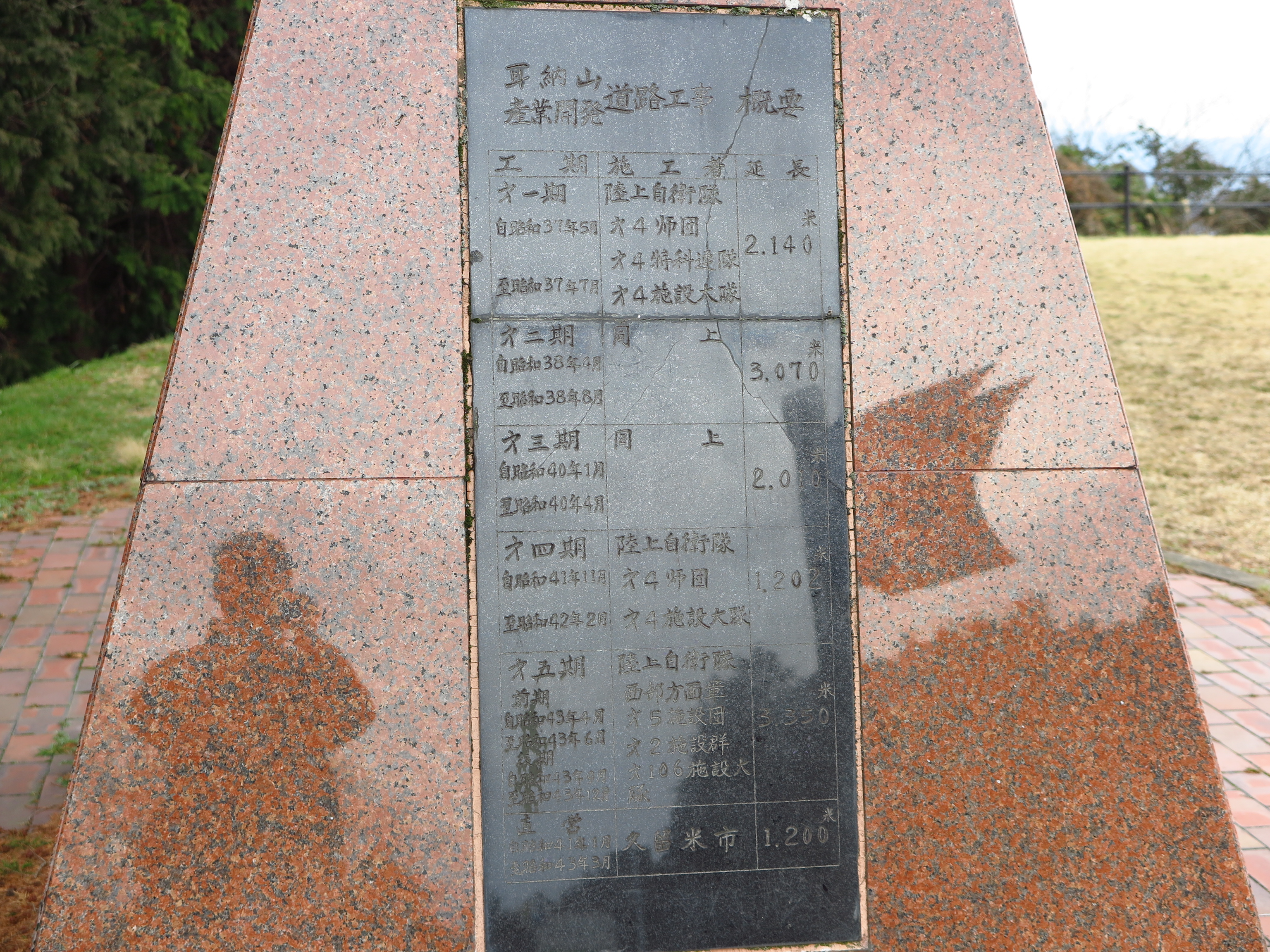
耳納平の記念碑には、自衛隊と久留米市が当道路の建設作業を担当した旨が記されている。

### 通過する自治体
- 久留米市
- 八女市
- 久留米市

※耳納山地の大部分が久留米市と八女市（旧・上陽町、旧・星野村）の市境となっているため、実際はこれより頻繁に2市域を行き来する。

### 交差する道路
| 交差する道路              | 市町村名 | 交差する場所 | 交差する場所    |
| ------------------------- | -------- | ------------ | --------------- |
| 福岡県道750号御井諏訪野線 | 久留米市 | 御井町鳥越   | 高良大社 / 起点 |
| 福岡県道798号北川内草野線 | 八女市   | 上陽町下横山 | 耳納平          |
| 福岡県道70号田主丸黒木線  | 八女市   | 上陽町上横山 | かんかけ峠      |